# 罗伯特兽属
羅伯特獸（屬名：Robertia）是種小型、原始二齒獸類，身長約20公分，是較早期的二齒獸類。羅伯特獸的化石發現於南非卡魯盆地的貘頭獸組合帶。
羅伯特獸的特徵是中等寬度的頭顱骨頂部、犬齒後的牙齒小、嘴部上方的齶骨比近親雙齒獸的齶骨大。上頜的長犬齒的前方是溝槽，推測可能用來咬住植物的堅硬部分如根部或樹枝。